# LaMont Jordan
LaMont Damon Jordan (Forestville, Maryland, 11 de noviembre de 1978) es un corredor, jugando actualmente para los Denver Broncos. También jugó para los Oakland Raiders y los New England Patriots.
Jordan fue fichado por los Denver Broncos el 4 de marzo, del 2009. Ahora, Jordan se une al nuevo Head Coach de Denver, Josh McDaniels, que fue el Coordinador Ofensivo de los Patriots en 2008.
- Datos: Q1468995